# Neuseeländische Cricket-Nationalmannschaft in Australien in der Saison 2016/17
Die Tour der neuseeländischen Cricket-Nationalmannschaft nach Australien in der Saison 2016/17 fand vom 4. bis zum 9. Dezember 2016 statt. Die internationale Cricket-Tour war Bestandteil der Internationalen Cricket-Saison 2016/17 und umfasste drei ODIs. Australien gewann die Serie 3–0.

## Vorgeschichte
Australien bestritt zuletzt eine Tour gegen Südafrika, Neuseeland gegen Pakistan. Das letzte Aufeinandertreffen der beiden Mannschaften bei einer Tour fand in der Saison 2015/16 in Neuseeland statt.

## Stadien
Die folgenden Stadien wurden für die Tour ausgewählt.
| Stadion                  | Stadt     | Kapazität | Spiele |
| ------------------------ | --------- | --------- | ------ |
| Manuka Oval              | Canberra  | 12.000    | 2. ODI |
| Melbourne Cricket Ground | Melbourne | 100.024   | 3. ODI |
| Sydney Cricket Ground    | Sydney    | 48.000    | 1. ODI |

## Kaderlisten
Australien benannte seinen Kader am 23. November 2016.
Neuseeland benannte seinen Kader am 25. November 2016.
| ODI | ODI |
| Australien | Neuseeland |
| --- | --- |
| - Steve Smith (K) - David Warner (VK) - George Bailey - Hilton Cartwright - Pat Cummins - James Faulkner - Aaron Finch - Josh Hazlewood - Travis Head - Mitchell Marsh - Glenn Maxwell - Mitchell Starc - Matthew Wade (wk) - Adam Zampa | - Kane Williamson (K) - Todd Astle - Trent Boult - Lockie Ferguson - Martin Guptill - Colin de Grandhomme - Matt Henry - Tom Latham - Colin Munro - Jimmy Neesham - Henry Nicholls - Mitchell Santner - Tim Southee - BJ Watling (wk) |

## One-Day Internationals

### Erstes ODI in Sydney
| 4. Dezember Scorecard | Sydney | Australien 324-8 (50)          | – | Neuseeland 256 (44.2) |
|                       |        | Australien gewinnt mit 68 Runs |   |                       |

### Zweites ODI in Canberra
| 6. Dezember Scorecard | Canberra | Australien 378-5 (50)           | – | Neuseeland 262 (47.2) |
|                       |          | Australien gewinnt mit 116 Runs |   |                       |

### Drittes ODI in Melbourne
| 9. Dezember Scorecard | Melbourne | Australien 264-8 (50)           | – | Neuseeland 147 (36.1) |
|                       |           | Australien gewinnt mit 117 Runs |   |                       |